# Zakysaná smetana

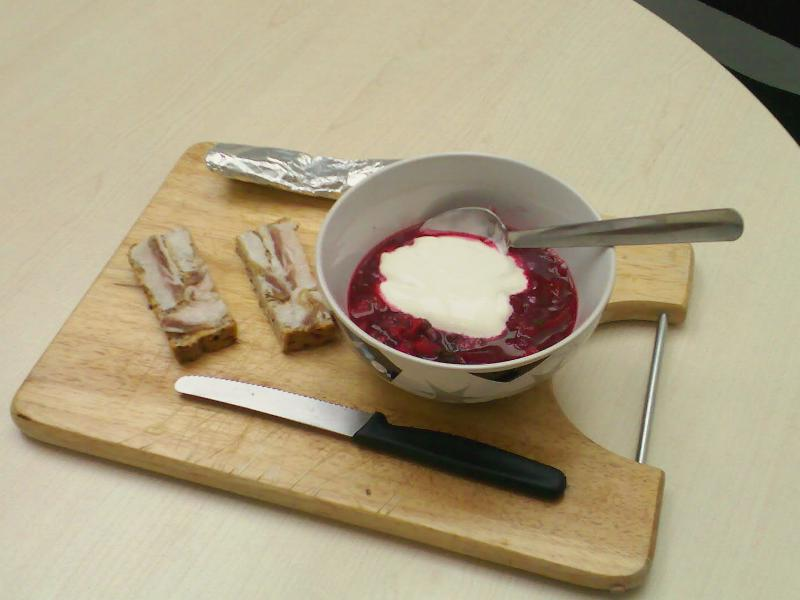
Boršč se zakysanou smetanou

Zakysaná či kysaná smetana je mléčný výrobek vyráběný fermentací pomocí bakterií mléčného kvašení.
Průmyslově se vyrábí fermentací smetany v tancích nebo přímo v kelímcích. Dříve se zřejmě nekysala samotná smetana, ale sbírala se ze zakyslého mléka (praslovansky sъmětati – sbírat).
Používá se ve studené kuchyni (k přímé konzumaci jako jogurt, v zálivkách, do nepečených dortů…) i k vaření polévek, omáček apod. Ve východoevropské kuchyni je zvykem při podávání přidávat zakysanou smetanu do některých polévek jako je boršč nebo soljanka. Zakysaná smetana je nutričně hodnotná – obsahuje mléčné bílkoviny a vitamíny, přitom je obvykle méně kalorická než smetana sladká. V Česku se průmyslově začala vyrábět až ke konci 20. století.
Obdobný, původně francouzský výrobek crème fraîche se vyrábí odlišným způsobem a je méně kyselý.
Ruský výraz сметана – smetana se užívá i v řadě dalších zemí (např. ve Finsku) právě pro zakysanou, nikoliv pro sladkou smetanu. I v angličtině se výraz používá jako termín pro zakysanou smetanu z oblasti střední a východní Evropy, přičemž jako nadřazený pojem (i pro crème fraîche) se používá sour cream.